# 刘冉
刘冉，复旦大学教授，研究领域包括集成电路工艺等。中国教育部第六批“长江学者”特聘教授。

## 生平
1982年取得复旦大学微电子学专业理学学士学位，1985年取得中国科学院上海技术物理研究所半导体物理专业理学硕士学位，1990年取得德国马普固体研究所和斯图加特大学固体物理专业理学博士学位；
1990年至2004年，先后在伊利诺大学、马里兰大学、美国国家标准技术局、摩托罗拉等地工作，2004年至今，担任复旦大学教授。